# Ширшков, Николай Григорьевич

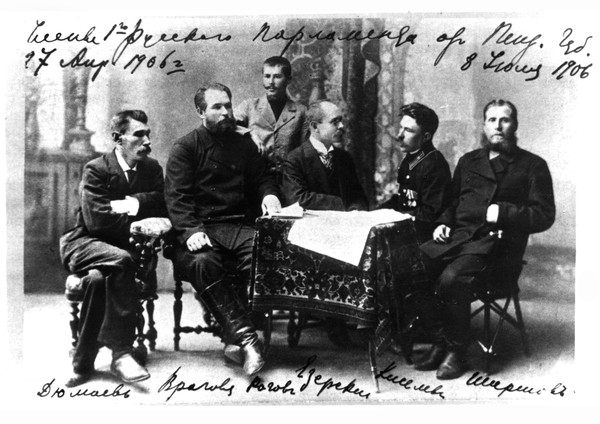
Члены государственной Думы Первого созыва от Пензенской губернии, Н. Г. Ширшков — крайний справа.

Никола́й Григо́рьевич Ширшко́в (1867, с. Арбузовка, Пензенская губерния — ?) — крестьянин, депутат Государственной думы I созыва от Пензенской губернии.

## Биография
Крестьянин села Арбузовка Инсарского уезда Пензенской губернии. Грамоте был обучен на военной службе.
14 апреля 1906 избран в Государственную думу I созыва от общего состава выборщиков Пензенского губернского избирательного собрания. Примкнул к Трудовой группе. Подписал законопроект «104-х» по аграрному вопросу. Часто упоминаемое участие Н. Г. Ширшкова в Выборгском воззвании не подтверждается другими источниками.
Предполагают, что Ширшков, как и другие крестьянские депутаты, после разгона Думы окончательно разочаровался в парламентаризме.
Дальнейшая судьба неизвестна.